# Pim Fortuyn
Wilhelmus Simon Petrus Fortuijn, känd som Pim Fortuyn, eller bara Pim, född 19 februari 1948 i Driehuis, Velsen, död 6 maj 2002 i Hilversum, var en nederländsk professor i sociologi, författare, opinionsbildare och politiker. Han mördades under valkampanjen 2002 av djurrättsaktivisten Volkert van der Graaf, som under rättegången uppgav att han begick mordet på Fortuyn för att stoppa honom från att göra muslimer till "syndabockar".

## Biografi
Fortuyn var en kontroversiell politiker under slutet av sitt liv. Han var öppet homosexuell och drog sig inte för att till exempel skämta om sin dragning till marockanska män, samtidigt som han anklagades för att vara kulturchauvinist, och stark kritiker av den holländska invandringspolitiken. Efter att först ha engagerat sig i det nya partiet De beboeliga Nederländerna, men kommit i konflikt med delar av partiet, startade Fortuyn ett eget parti. Partiet hette, och heter även efter hans bortgång, "Pim Fortuyns lista".
När en vecka återstod till de allmänna valen i Holland 2002 kom Fortuyn ut från radiohuset i Hilversum efter att ha blivit intervjuad i radio. På väg mot sin bil sköts han ner med flera skott av Volkert van der Graaf, en miljö- och djurrättsaktivist, som greps och dömdes till 18 års fängelse.

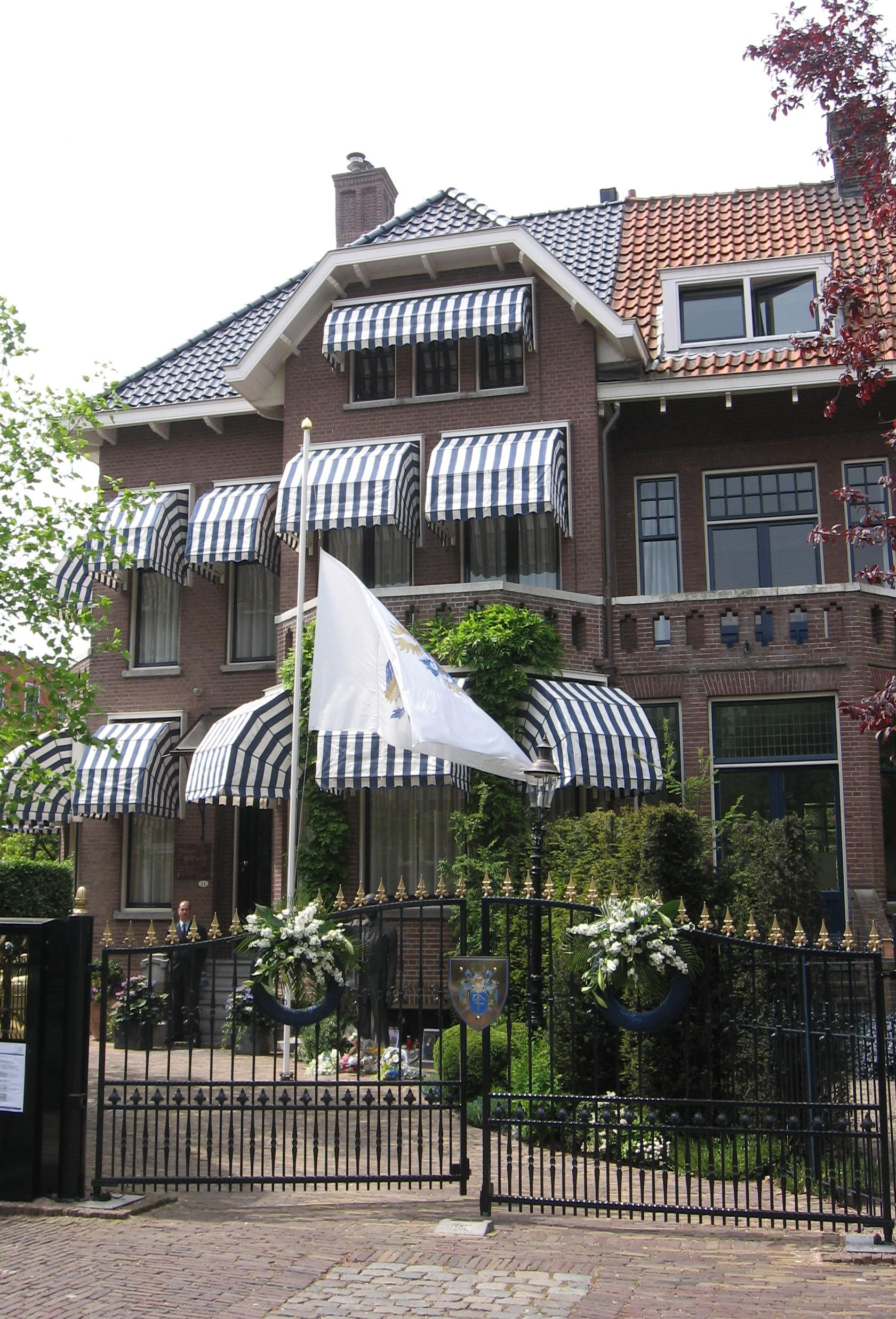
Palazzo di Pietro, Fortuyns hus 1998-2002

Sedan mordet på Fortuyn förespråkar de flesta nederländska partier en strikt invandringspolitik, kraven för att släppas in i landet hör nu till de hårdaste inom EU och inbegriper både språktest och prov på kunskaper om landets kultur.
Trots att partiledaren och fixstjärnan bakom "Pim Fortuyns lista" inte fanns kvar på valdagen fick partiet omkring 17 % av rösterna, och bildade koalitionsregering med högerliberaler (VVD) och kristdemokrater (CDA).
Ett ledande tema i Fortuyns politiska författarskap var försvaret av den s.k. judisk-kristna civilisationen, som han själv satte i kontrast främst till den islamiska civilisationen.

## Syn på islam och invandring
Invandringsfrågan har varit het i Nederländerna på grund av att Fortuyn gick fram kraftigt i valrörelsen 2002. Fortuyn kritiserade invandringen på ett annat sätt än vad politiker i Nederländerna dittills hade gjort.
Pim ansåg att islam var en bakåtsträvande religion och det hände att han använde sin egen sexualitet mot islam då homosexualitet inte är accepterat i Koranen. Fortuyn ville kraftigt minska antalet asylsökande och invandrare som anlände till Nederländerna. Han hade starkast stöd bland unga, och en mätning som genomfördes innan valet visade att nära hälften av de tillfrågade i åldrarna 18–30 var emot muslimsk invandring, samt att de skulle rösta på Fortuyn i det kommande valet.

## Anklagelser
År 2005 fick den nederländske journalisten Peter R. de Vries tag i en rapport om att polisen i Rotterdam hade Fortuyn under observation perioden innan han blev mördad. En anonym källa uppgav att Fortuyn skulle ha haft sexuella kontakter med minderåriga marockaner. Anklagelserna presenterades först av Peter R. de Vries, men de Vries fick senare kritik eftersom han inte kunde bevisa att hans källa var tillförlitlig, och källan kunde heller inte verifieras.